# Сивиньское сельское поселение
Сивиньское се́льское поселе́ние — муниципальное образование в Краснослободском районе Мордовии Российской Федерации.
Административный центр — село Сивинь.

## История
Статус и границы сельского поселения установлены Законом Республики Мордовия от 28 декабря 2004 года № 125-З «Об установлении границ муниципальных образований Краснослободского муниципального района, Краснослободского муниципального района и наделении их статусом сельского поселения, городского поселения и муниципального района».

## Население
| 2002 | 2010 | 2012 | 2013 | 2014 | 2015 | 2016 |
| ---- | ---- | ---- | ---- | ---- | ---- | ---- |
| 632  | ↘529 | ↘512 | ↘490 | ↘478 | ↘460 | ↘445 |
| 2017 | 2018 | 2019 | 2020 | 2021 |      |      |
| ↘438 | →438 | →438 | ↘417 | ↗447 |      |      |

## Состав сельского поселения
| № | Населённый пункт | Тип населённого пункта       | Население |
| - | ---------------- | ---------------------------- | --------- |
| 1 | Сивинь           | село, административный центр | ↘507      |
| 2 | Среднее Поле     | деревня                      | ↘22       |